# Vîșneve, Prîazovske
Vîșneve (în ucraineană Вишневе) este un sat în așezarea urbană Prîazovske din raionul Prîazovske, regiunea Zaporijjea, Ucraina.

## Demografie
Componența lingvistică a localității Vîșneve
     Ucraineană (56,14%)
     Rusă (42,98%)
     Alte limbi (0,88%)
Conform recensământului din 2001, majoritatea populației localității Vîșneve era vorbitoare de ucraineană (56,14%), existând în minoritate și vorbitori de rusă (42,98%).